# Mycena stipata
Mycena stipata Maas Geest. & Schwöbel – gatunek podstawczaków należący do rodziny grzybówkowatych (Mycenaceae).

## Systematyka i nazewnictwo
Pozycja w klasyfikacji według Index Fungorum: Mycena, Mycenaceae, Mycenaceae, Agaricales, Agaricomycetidae, Agaricomycetes, Agaricomycotina, Basidiomycota, Fungi.
Gatunek ten został po raz pierwszy wyodrębniony przez Rudolpha Maas Gesteranusa i H. Schwöbela w artykule Über zwei auf Koniferenholz wachsende, nitrös riechende Helmlingsarten, opublikowanym w „Beiträge zur Kenntnis der Pilze Mitteleuropas” z 1987, na bazie opisu gatunku grzybówka alkaliczna (Mycena alcalina), opublikowanego w 1938 r. przez Roberta Kühnera. W polskim piśmiennictwie jest on czasami Mycena alcalina.